# Tokyos specielle bydistrikter
Tokyos specielle bydistrikter (Japansk: 特別区 tokubetsu-ku) (Engelsk:Special Wards) er 23 japanske bydistrikter, som sammen udgør kernen i den tættest befolkede del af Tokyo i Japan. Sammen udgør de det område der tidligere udgjorde Tokyo By indtil bystyret blev nedlagt i 1943. Den specielle bydistriktsstruktur blev etableret under japansk lovgivning og er unik for Tokyo.
De kendes ofte som de 23 bydistrikter og de refererer alle til dem selv som byer, selvom det kun er en gruppe bydistrikter.

## Forskelle fra kommuner
Til trods for at bydistrikterne er uafhængige fra Tokyo metropolitan styre, så har de også hver deres urbane funktion i forhold til bestemte offentlige services, inklusiv vandforsyning, kloakforsyning og brandvæsen. Disse services styres af Tokyo metropolitan styre, hvor cities normalt ville styre disse services selv. 
I modsætning til japanske kommuner var det oprindeligt ikke tiltænkt at de skulle have lov til at oprette deres egne byråd med folkevalgte medlemmer. Forbuddet mod de folkevalgte bydistrikter blev ophævet af Japans højesteret i 1963, i hvad der der er kendt som sagen om Tokyos bydistrikters uafhængighed.
I 1998 (som trådte i kraft i år 2000) gennemførte Japans Parlament en reform af 'Tokyos bydistriktssystem, således at de fik flere skatteudskrivningsbeføjelser og øget selvstyre.

## Historie
Ordet "speciel" adskiller bydistrikterne fra de bydistrikter, der findes i andre store japanske byer. Før 1943 var der ingen forskel mellem bydistrikterne i Tokyo By og i Osaka eller Kyoto. Der var oprindeligt 15 af disse distrikter i Tokyo By i 1889. Store omkringliggende områder blev i 1932 sammenlagt med Tokyo By og organiseret i 20 nye distrikter, således at der i alt var 35 distrikter. Fælles navnet for disse distrikter var "Stor Tokyo", Dai-Tōkyō. 
35 distrikter fra den tidligere by blev 15. marts 1947 sammenlagt til 22 også 3. maj samme år blev den nye Specielle bydistriktsdefinition indført. Det 23. bydistrikt Nerima blev etableret 1. august 1947 da Itabashi blev delt igen. 
Siden 1970'erne har de specielle bydistrikter haft mere selvstyre end andre bydistrikter i Tokyo, men stadig mindre end landets kommuner.
Det samlede befolkningstal for de 23 specielle bydistrikter var i 2005 på 8.483.140 indbyggere, ca. 2/3 af Tokyo Metropolis og ca. 1/4 af Stortokyo.

## De 23 specielle bydistrikter
| Navn       | Kanji    | Indbyggertal | Indb. pr. km²) | Areal (km²) | Bydele |
| ---------- | -------- | ------------ | -------------- | ----------- | --- |
| Adachi     | 足立区   | 621.848      | 11.688,87      | 53,20       | Kitasenju, Takenotsuka                                                                                        |
| Arakawa    | 荒川区   | 186.275      | 18.262,25      | 10,20       | Arakawa, Machiya, Nippori, Minamisenju                                                                        |
| Bunkyou    | 文京区   | 181.065      | 16.009,28      | 11,31       | Hongou, Yayoi, Hakusan                                                                                        |
| Chiyoda    | 千代田区 | 37.988       | 3.263,57       | 11,64       | Nagatacho, Kasumigaseki, Otemachi, Marunouchi, Akihabara, Yurakucho, Iidabashi                                |
| Chuuou     | 中央区   | 81.996       | 8.078,42       | 10,15       | Nihonbashi, Kayabachou, Ginza, Tsukiji, Hatchoubori, Shinkawa, Tsukishima, Kachidoki, Tsukuda                 |
| Edogawa    | 江戸川区 | 637.571      | 12.787,22      | 49,86       | Kasai, Koiwa                                                                                                  |
| Itabashi   | 板橋区   | 525.969      | 16.349,67      | 32,17       | Itabashi, Takashimadaira                                                                                      |
| Katsushika | 葛飾区   | 426.403      | 12.238,89      | 34,84       | Tateishi, Aoto, Koiwa                                                                                         |
| Kita       | 北区     | 327.086      | 15.885,67      | 20,59       | Akabane, Ouji, Tabata                                                                                         |
| Koutou     | 江東区   | 398.805      | 10.111,69      | 39,44       | Kiba, Ariake, Kameido, Touyouchou, Monzennakachou, Fukagawa, Kiyosumi, Shirakawa, Etchuujima, Sunamachi, Aomi |
| Meguro     | 目黒区   | 255.833      | 17.403,61      | 14,70       | Meguro, Nakameguro, Jiyugaoka                                                                                 |
| Minato     | 港区     | 167.098      | 8.215,24       | 20,34       | Odaiba, Shinbashi, Shinagawa, Roppongi, Toranomon, Aoyama, Azabu, Hamamatsuchou, Tamachi                      |
| Nakano     | 中野区   | 313.325      | 20.097,82      | 15,59       | Nakano |
| Nerima     | 練馬区   | 674.826      | 14.012,17      | 48,16       | Nerima, Ooizumi, Hikarigaoka                                                                                  |
| Oota       | 大田区   | 661.157      | 11.119,36      | 59,46       | Oomori, Kamata, Haneda, Den-en-choufu                                                                         |
| Setagaya   | 世田谷区 | 829.624      | 14.284,16      | 58,08       | Setagaya, Sangenjaya, Shimokitazawa, Tamagawa                                                                 |
| Shibuya    | 渋谷区   | 201.524      | 13.337,13      | 15,11       | Shibuya, Ebisu, Harajuku, Hiroo, Sendagaya, Yoyogi                                                            |
| Shinagawa  | 品川区   | 332.536      | 14.636,27      | 22,72       | Shinagawa, Ooimachi, Gotanda                                                                                  |
| Shinjuku   | 新宿区   | 297.135      | 16.299,23      | 18,23       | Shinjuku, Takadanobaba, Ookubo, Kagurazaka, Ichigaya                                                          |
| Suginami   | 杉並区   | 530.307      | 15.588,10      | 34,02       | Kouenji, Kamiogi, Asagaya                                                                                     |
| Sumida     | 墨田区   | 221.093      | 16.079,49      | 13,75       | Kinshichou, Morishita, Ryougoku                                                                               |
| Toshima    | 豊島区   | 252.764      | 19.428,44      | 13,01       | Ikebukuro, Senkawa, Komagome                                                                                  |
| Taitou     | 台東区   | 162.685      | 16.139,38      | 10,08       | Ueno, Asakusa                                                                                                 |
| I alt      |          | 8.324.913    | 13.500,22      | 616,65      | |